# Giuseppe Tartini
Giuseppe Tartini (Pirano, 8 aprile 1692 – Padova, 26 febbraio 1770) è stato un violinista e compositore italiano cittadino della Repubblica di Venezia, autore della celebre sonata per violino in sol minore Il trillo del diavolo. A lui è intitolato il Conservatorio di Trieste, mentre i comuni di Milano, Torino, Bologna, Firenze e Padova gli hanno intitolato ciascuno una via; Roma gli ha dedicato un largo.

## Biografia

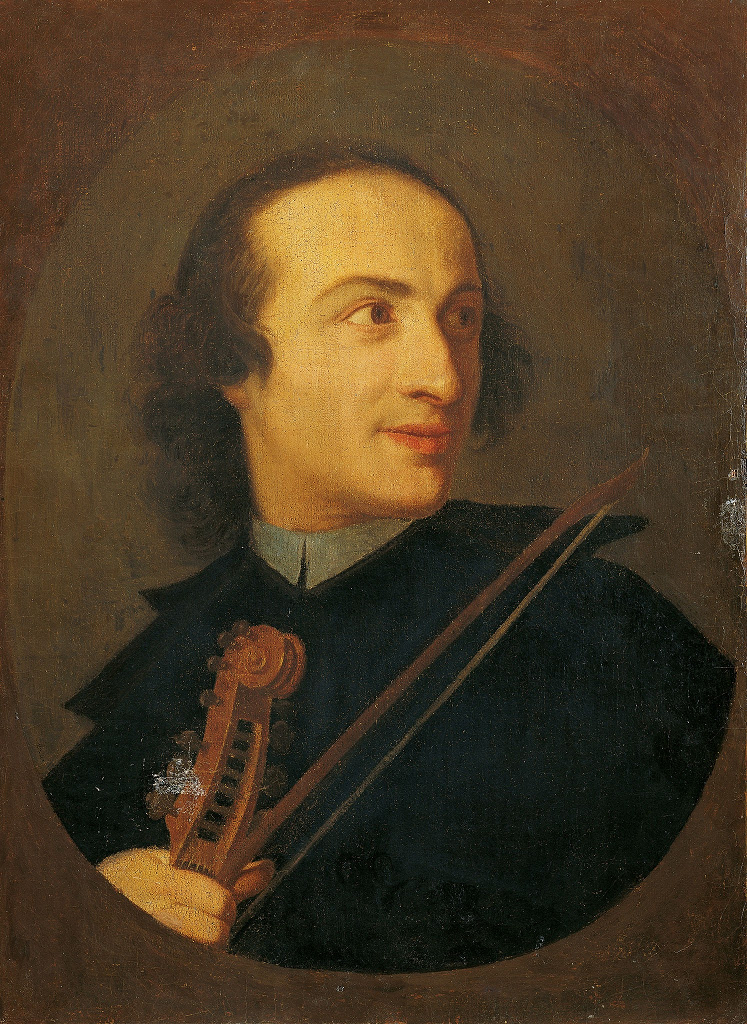
Ritratto presunto di Giuseppe Tartini (ma formalmente dell'Abbate Ferrè da Lucca).

Nacque a Pirano in Istria, cittadina allora appartenente alla Repubblica di Venezia, l'8 aprile 1692 da Giovanni Antonio Tartini, di origine fiorentina che prestava servizio come scrivano dei sali della Serenissima a Pirano, e Caterina Zangrando, di Pirano.
Entrò dapprima alla scuola dell'Oratorio di San Filippo Neri, ma essendosi ben presto distinto per le sue brillanti disposizioni, fu inviato a Capodistria per completare i suoi studi al collegio dei Padri delle scuole. Fu lì che ricevette le prime lezioni di musica e violino. Inoltre, l'arte della scherma gli divenne egualmente familiare, tanto che in poco tempo superò il suo maestro.
I suoi genitori avevano creduto di poterlo avviare alla vita ecclesiastica come francescano, ma non riuscendovi lo mandarono, nel 1708, all'Università di Padova per studiarvi giurisprudenza e intraprendere la carriera di avvocato. Le sue grandi capacità gli resero questo studio così facile che ebbe anche il tempo di perfezionarsi nella scherma e di segnalarsi per parecchi duelli. Questa passione divenne tanto forte che Tartini avrebbe voluto recarsi a Parigi o a Napoli per diventare maestro d'armi. E avrebbe certo messo in atto questo progetto senza esitare se non si fosse innamorato di una damigella, Elisabetta Premazore, nipote del cardinale ed arcivescovo di Padova Giorgio Cornaro, a cui dava lezioni e che Tartini, alla morte di suo padre, sposò in segreto il 27 luglio 1710 nella Chiesa del Carmine, attirandosi l'ira sia della sua famiglia che di quella del cardinale stesso. Non gli restò altra scelta che lasciare la sua sposa a Padova, che venne rinchiusa in un convento, e fuggire a Roma, travestito da pellegrino. Non trovando sicurezza in nessun luogo, errò di città in città finché trovò un rifugio sicuro presso il Sacro Convento di Assisi, il cui guardiano, padre Giovanni Battista Torre che era un suo parente, lo accolse e assecondò il suo interesse per lo studio del violino.

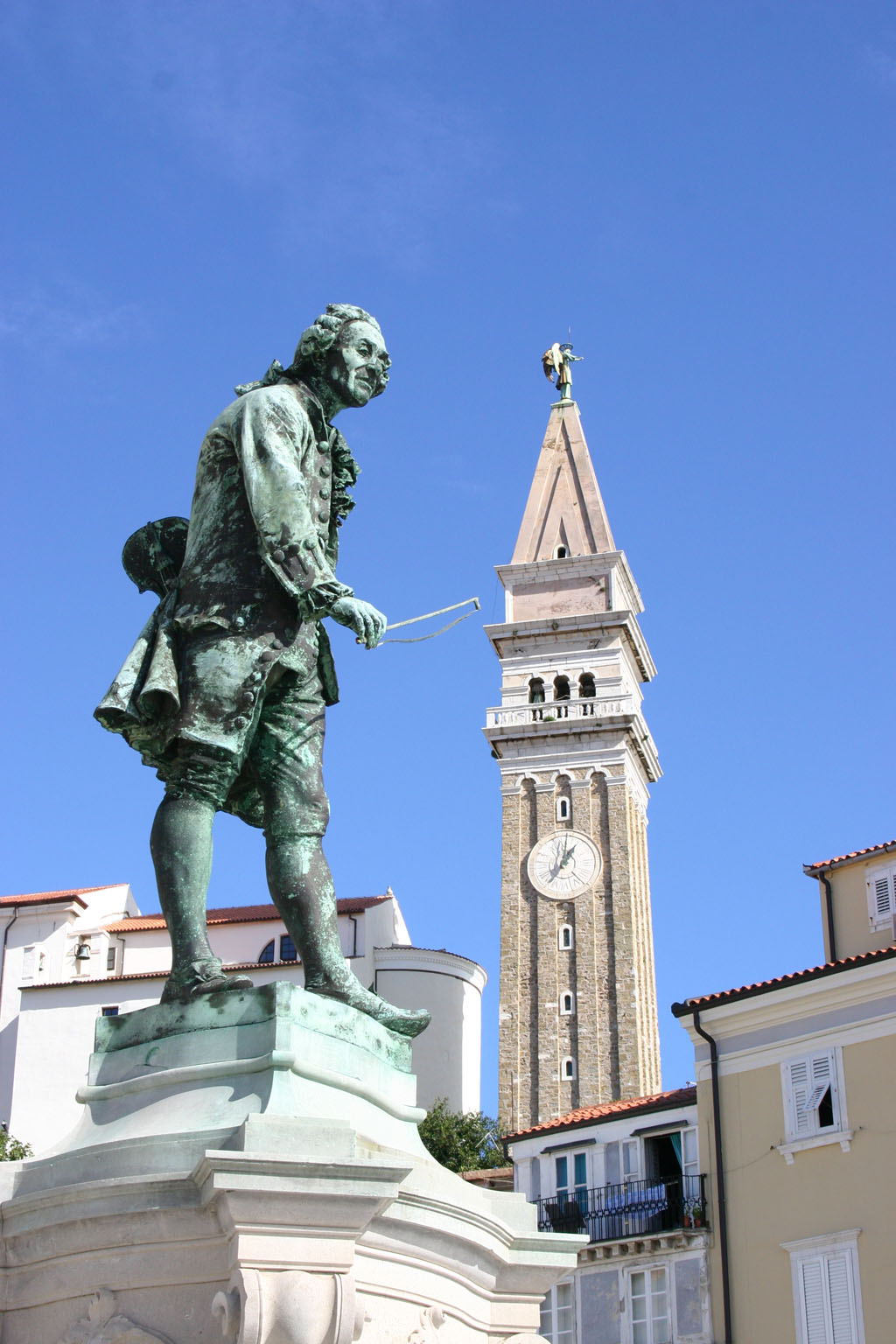
Statua di Tartini a Pirano, sua città natale

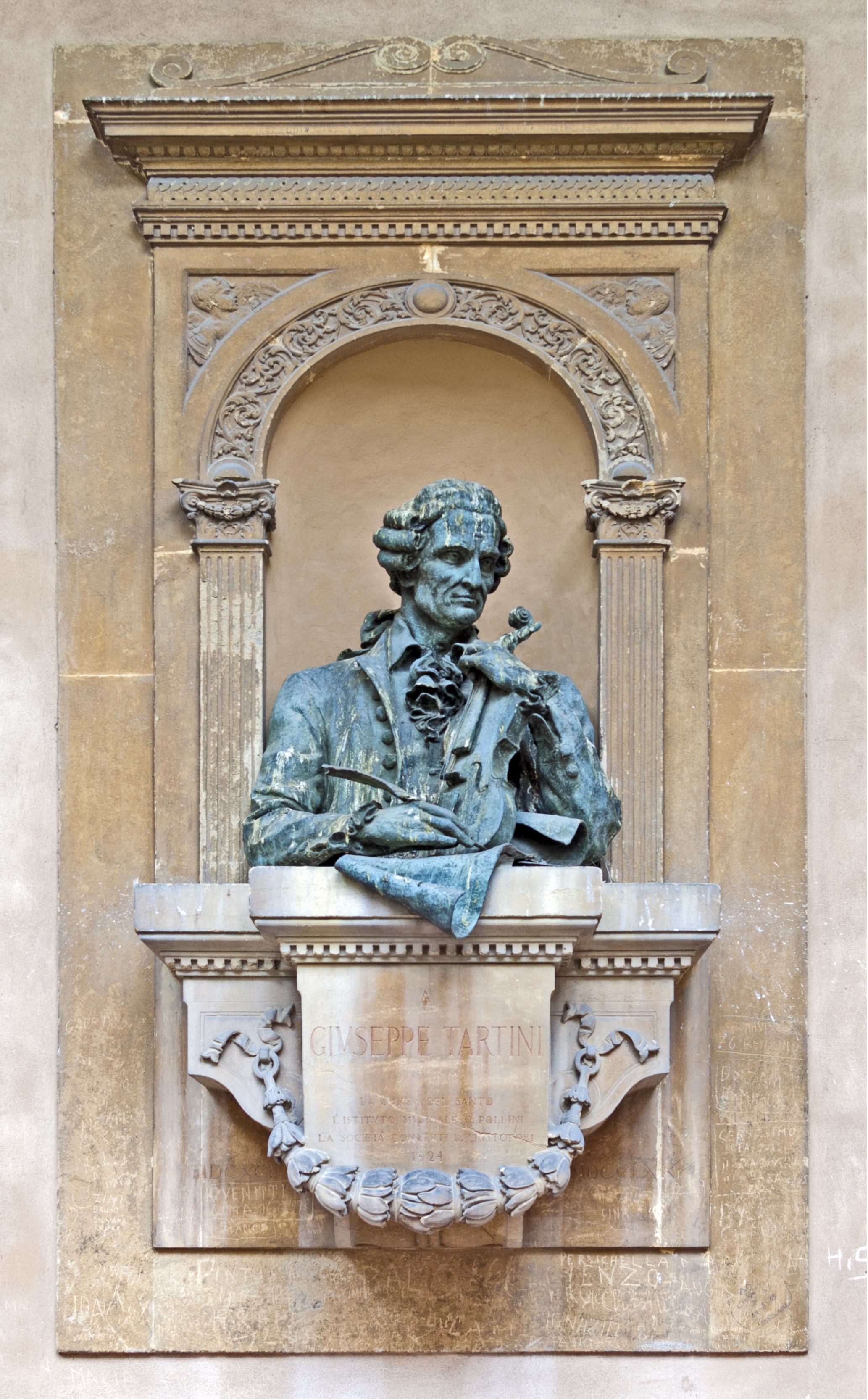
Monumento nella Basilica di Sant'Antonio di Padova

Dimorò due anni in questo convento e si applicò allo studio del violino che aveva quasi completamente trascurato a Padova. Le lezioni di Bohuslav Matěj Černohorský, celebre organista che in quel periodo esercitava presso il medesimo convento, qui chiamato semplicemente "padre Boemo", completarono la sua iniziazione all'arte della musica. Un altro vantaggio che ebbe per lui questo ritiro isolato, fu il totale cambiamento del carattere: da violento e superbo che era, divenne amabile e modesto e perse per sempre, grazie a questa vita tranquilla, i difetti che erano stati all'origine di tutte le sue sventure. Il suo nascondiglio era rimasto a lungo sconosciuto; ma un incidente imprevisto lo fece scoprire: suonando il violino nel coro della chiesa, un colpo di vento sollevò la tenda che lo nascondeva alla vista dei presenti e fu riconosciuto. Tartini si credette perduto, ma quale fu la sua sorpresa quando seppe che il cardinale l'aveva perdonato e lo cercava per condurlo nelle braccia della sua sposa!
Nel 1714 si ritirò ad Ancona dove aveva trovato impiego suonando nell'orchestra del teatro "La Fenice" (il Teatro delle Muse non era ancora stato costruito). Qui ebbe modo di perfezionarsi sotto la guida di un eccellente musicista per altri versi sconosciuto: tale Giulio Terni. Ad Ancona, Tartini elaborò un modo nuovo di suonare il violino scoprendo il notissimo fenomeno del terzo suono (toni risultanti o toni di Tartini) ovvero della risonanza della terza nota dell'accordo, quando si fanno sentire le due note superiori.
Rientrato a Padova nel 1716, ebbe in quell'anno l'occasione di ascoltare un'esibizione, a Venezia presso casa Mocenigo, del famoso violinista Francesco Maria Veracini durante un concerto in onore del principe elettore di Sassonia, il futuro Federico Augusto III: Tartini rimase talmente colpito dalla sua tecnica ardita e nuova, che decise di ritornare nelle Marche per perfezionare soprattutto la tecnica dell'arco. Tra il 1717 e il 1718 praticò infatti nelle Marche dove figura essere stato anche primo violino nell'orchestra del Teatro della Fortuna di Fano.
Nel 1721 la Presidenza della Veneranda Arca di Sant'Antonio chiese a Tartini di prestare servizio presso la basilica. Tartini accettò ed il 16 aprile del 1721 venne messo a capo dell'orchestra di Basilica di Sant'Antonio di Padova, presso la Cappella Musicale del Santo, una delle meglio assortite d'Italia, all'epoca composta da quaranta musicisti, di cui sedici cantanti. Fu assunto senza dover superare alcuna prova, come era invece uso, e con la concessione straordinaria di potersi recare in altre città e nei teatri senza dover presentare richiesta scritta, la cosiddetta supplica, ma semplicemente chiedendo il permesso di assenza al Maestro di Cappella. Inoltre, le sue assenze non comportavano alcuna riduzione di onorario. Tuttavia, anch'egli veniva valutato nelle annuali riballotazioni, ossia quelle verifiche a cui la Presidenza della Veneranda Arca sottoponeva ciascun membro della Cappella musicale.
Nel 1723 fu chiamato a Praga per l'incoronazione dell'imperatore di Boemia Carlo VI, città dove rimase per ben tre anni con il suo amico Antonio Vandini, violoncellista al servizio del conte Francesco Ferdinando Kinsky. È in questa città che Quantz lo sentì, e ne parlò in questi termini:
(Johann Joachim Quantz)
Nel 1726, i problemi di salute causati dal clima praghese lo costrinsero a rientrare in Italia, assieme all'amico Vandini. Si stabilì quindi nuovamente a Padova, dove riprese la sua attività presso la basilica antoniana. A partire da quest'epoca nulla poté più convincerlo ad accettare di mettersi al servizio di uno straniero, per quanto vantaggiose fossero le proposte che gli venivano fatte. Grazie alla flessibilità del suo contratto di lavoro, poté esibirsi in numerose città: la sua presenza come musicista è testimoniata a Parma (1728), a Bologna (1730), a Camerino (1735), a Roma (molto probabilmente nel 1737), a Ferrara (1739), a Verona e, soprattutto, a Venezia.
Nel 1728 fondò a Padova la Scuola delle Nazioni, una scuola di violino nella quale Tartini poté formare molti allievi provenienti da tutta Europa e che in seguito divennero famosi violinisti: lo si chiamava il maestro delle nazioni e la sua scuola fornì grandi musicisti a Francia, Inghilterra, Germania e Italia. Pagin, ad esempio, si recò espressamente a Padova per formarsi sotto la sua direzione. Fra i suoi allievi, si annoverano Pietro Nardini, Pasquale Bini, Paolo Alberghi, Domenico Ferrari, Domenico Dall'Oglio, Joseph Touchemoulin, Carminati, Maddalena Lombardini, Lahoussaye e Capuzzi. Oltre tali nomi, deve essere ricordato, fuori dalla scuola strettamente violinistica, il più famoso dei suoi allievi, il compositore Antonio Salieri, che da Tartini prese lezioni durante i suoi anni giovanili a Venezia.
Tartini ha senza dubbio saputo acquisire in seguito dal punto di vista dell'espressione e del gusto ciò che gli mancava allora, a giudizio di Quantz, poiché, ogni volta che sentiva suonare con destrezza, ma senz'anima, diceva: «Questo è bello, questo è difficile, ma non parla all'anima!».
Attorno al 1740, Tartini strinse importanti amicizie con scienziati e personalità illustri, fra cui si ricordano Gian Rinaldo Carli, il di cui "Dialogo della musica antica e moderna" ne riporta la testimonianza diretta, padre Stellini, l'abate Gregorio Bresciani, l'abate Vincenzo Rota, che disegnò l'unico ritratto di Tartini a noi giunto, il marchese Angelo Gabrielli (poi I principe di Prossedi), il conte Giordano Riccati. Contatti frequenti ci furono anche con il conte Francesco Algarotti (le lettere di Tartini ad Algarotti sono di estremo interesse per la conoscenza delle sue idee), che lo mise a sua volta in contatto con Federico II di Prussia (per il quale Tartini scrisse un Concerto per flauto). Inoltre, ebbe contatti anche col matematico e fisico Leonardo Eulero e, probabilmente, con D'Alembert.
L'interesse di Tartini per le speculazioni teoriche fu costante per tutta la sua vita, al punto che egli si allontanò progressivamente dalla pratica compositiva e da quella esecutiva per dedicarsi assiduamente all'elaborazione dei suoi trattati.
Per tutta la vita fu oberato dalle continue ed insistenti richieste di aiuto economico da parte della famiglia a Pirano, testimoniate nelle numerose lettere conservate presso la sezione piranese dell'Archivio Regionale di Capodistria.
Tartini fu ufficialmente in servizio presso la Cappella Antoniana fino al 1765, anno in cui gli successe l'allievo Giulio Meneghini. Svolse l'attività di insegnante almeno fino al 1767 e continuò fino alla fine dei suoi giorni a perseguire lo scopo di perfezionare la sua teoria sul sistema armonico.
In età molto avanzata, fu colpito dallo scorbuto. Nardini, suo allievo favorito, partì da Livorno alla notizia della sua malattia e gli prodigò le sue cure fino all'ultimo momento. A causa di una gangrena alla gamba che l'aveva reso ormai infermo, Tartini morì il 26 febbraio 1770, un anno dopo la morte della moglie. Il suo corpo fu deposto nella chiesa di Santa Caterina a Padova, accanto a quello di sua moglie: una cerimonia funebre, ordinata dal suo successore, Giulio Meneghini, fu celebrata in suo onore nella chiesa dei serviti. L'abate Fanzago pronunciò il suo elogio e la cappella di Sant'Antonio eseguì un requiem di composizione di Vallotti.
Lasciò tutti i suoi scritti al suo protettore, il conte di Thurn und Taxis, chiedendo a padre Colombo di pubblicare il suo Trattato del suono.

## Curiosità legate all'artista
Alcune fonti descrivono il rapporto di Tartini con la moglie come quello fra Socrate e Santippe. Nutriva più famiglie indigenti e fece allevare più orfani a sue spese. Dava anche lezioni gratuite a quelli che volevano apprendere la musica e non avevano mezzi per pagarlo.
Il posto che occupò per trent'anni non gli rendeva che 400 ducati e non era obbligato a suonare che alle feste, ciò nonostante, non lasciava passare una settimana senza suonare più volte.
Il teatro a lui intitolato nella sua città natale, Pirano, fu inaugurato il 27 marzo 1910 non con una sua composizione, né con musica, ma con la tragedia Fedra di Umberto Bozzini, messa in scena dalla Compagnia di Italia Vitaliani, prima attrice, con Paola Pezzaglia prima attrice giovane.
A Padova molti testimoni riferiscono di aver visto nella chiesa di Santa Caterina, di notte, l'ombra di una figura femminile che si muove come se stesse ballando al suono di una misteriosa musica. Altre volte, invece, è stata avvistata una figura incorporea dall'aspetto di un uomo vestito in abiti che si usavano nel Settecento, mentre suona appassionatamente un violino. Proprio in questo edificio Giuseppe Tartini è stato sepolto assieme alla moglie.
Poiché la tomba del compositore è stata aperta e trovata inspiegabilmente vuota, si è diffusa la convinzione che le strane figure viste nei pressi della chiesa di Santa Caterina, siano i fantasmi di Tartini e della moglie. In realtà i resti del compositore furono distrutti da un acido, versato nella tomba per accelerarne la dissoluzione. Infatti, il particolare terreno su cui sorge la chiesa comprometterebbe i fenomeni putrefattivi.

## Considerazioni sull'artista
Non conosciamo che pochi brani di musica vocale di Tartini, come il Miserere eseguito a Roma, il mercoledì santo del 1768 alla presenza di papa Clemente XIII. Il barone Agostino Forno, autore di un elogio di Tartini, che vi assisté, dice che questo pezzo merita il primo posto tra tutti quelli dell'autore. Essi recano, in generale, l'impronta e l'invenzione del genio; il canto è grazioso, vivo e pittoresco, l'armonia è melodiosa e semplice, sebbene sapiente. Tartini era tanto grande come compositore che come violinista. Algarotti dice che prima di comporre, Tartini aveva l'abitudine di leggere un sonetto di Petrarca che gli piaceva molto, per la finezza del sentimento e che faceva ciò per avere un oggetto ben determinato da esprimere poi in musica. È così che nelle sue sonate, la più grande varietà è congiunta all'unità più perfetta. Ma ascoltiamo Pierre-Louis Ginguené analizzare i suoi concerti:
(Ginguène)
L'abate Vincenzo Rota di Padova, compositore spesso consultato da Tartini stesso, dettò questo distico latino perché venisse messo in basso al ritratto del suo amico:
Quest'altro distico è del conte Antonio Pimbiolo di Padova:

## Tartini nel fumetto
In un albo di Dylan Dog, Il Trillo del Diavolo è l'opera che una giovane e bella violinista suona sotto la direzione di un vecchio compositore che vuole perfezionarla al punto di renderla uguale a quella suonata dal diavolo nel leggendario sogno di Tartini. Le note della nuova melodia causano però reazioni inspiegabili ai suoi ascoltatori mettendoli a diretto contatto con l'inferno. Inoltre, in numerose storie della serie, lo stesso Dylan Dog esegue tale musica al clarinetto (con scarsi risultati, a detta dell'assistente Groucho).

## Saggi e trattati
- Trattato di musica secondo la vera scienza dell'armonia, Padova, 1754 in-4º[5]

Questo trattato, dedicato da Tartini al nobile sig. conte Decio Agostino Trento, si basa in parte sul fenomeno del terzo suono , Jean Jacques Rousseau diede un estratto di quest'opera all'articolo «sistema» del suo dictionnaire de musique e sembrò preferire le idee di Tartini a quelle di Rameau. M. Serre de Genéve accumulò le obiezioni contro il sistema di Tartini, nel secondo capitolo delle sue observations sur les principes de l'harmonie che diedero luogo all'opera seguente:
- Risposta di Giuseppe Tartini alla critica del di lui trattato di musica di M. Serre di Ginevra, Venetiae, 1767, in-8º[7]

«Il sistema di Tartini», dice Forkel a seguito di questa risposta, «è ammirato quasi esclusivamente in Italia, in Francia lo è soltanto in parte e per nulla in Germania. Schreibe, nel suo trattato di composizione, assicura che Tartini si è servito della penna di padre Colombo, come Rameau di quella di Castel. A detta del teorico tedesco, Tartini era in grado di comprendere soltanto la più semplice aritmetica. Con un grande apparato di calcoli ha voluto darsi l'aria di un profondo teorico»
Si fatica a comprendere come un tale sistema avesse potuto essere ammirato in Italia e in Francia, poiché non è mai stato compreso da nessuno e l'autore stesso, probabilmente, non ha mai saputo quello che voleva dire. Grande violinista, grandissimo compositore, Tartini era un debole geometrista, un fisico ancor meno preparato ed un cattivo logico. Arrivati ad un'epoca in cui non si credeva di poter dare alla musica un fondamento nella natura che donandole un fondamento nella fisica, ebbe la debolezza come Rameau che ne aveva dato per primo l'esempio, di sacrificarsi a questo fine. Volle inventare un sistema, ma come Rameau aveva preso per base il fenomeno della risonanza multipla, egli prese come fondamento il fenomeno inverso, sul quale edificò, come poté, un sistema di cui né lui né i suoi lettori poterono mai capire nulla, perché non era in effetti a forza di oscurità che si poteva dare un'aria di verosimiglianza a queste chimere.
- Dissertazione dei principi dell'armonia musicale, contenuta nel diatonico genere, Padova, 1767, in-4º[8]

In quest'opera, dedicata a sua eccellenza il signor principe Angelo Gabrielli, Tartini cercò di evitare di ricadere nei difetti che Serre gli aveva rimproverato. Quelli che desiderano conoscere la refutazione algebrica del sistema di Tartini, possono leggere il discorso preliminare del nuovo sistema di musica pubblicato da Mercadier de Belesta nel 1776.
Sorge aveva pubblicato ad Amburgo, nel 1744 Anweizung zur stimmung der orgelwerke unde des claviers (istruzioni per accordare gli organi e i clavicembali) in cui fa menzione della coesistenza di un suono grave uguale all'unità, ma non è il primo che ha scoperto questo fenomeno, come pretende Chladni, Tartini lo aveva osservato fin dal 1714 facendone la base del suo trattato di musica, ma non lo rese pubblico che nel 1754, nel suo trattato di musica. Romieu aveva presentato nel 1751, all'accademia di Montpellier, la sua memoria sullo stesso fenomeno. Tartini sosteneva che questo terzo suono fosse di un'ottava più acuto di quello che è in realtà, ma Mercadier ha ben confutato questa falsa asserzione.
- Lettera alla signora Maddalena Lombardini (madame Sirmen) inserviente ad una importante lezione per i suonatori di violino

Questa lettera era stata dapprima inserita nella Europa letteraria, tomo V, parte seconda, 1770, p. 74 e lo stesso anno fu stampata separatamente a Venezia,
- Lezioni sopra i vari generi di appoggiature, trilli, tremuli e mordenti ecc.
- Lezioni pratiche del violino

## Opere
Canzoncine sacre ad una e tre voci
- Alma contrita
- Alma pentita
- Amare lacrime
- Caro Signor amato
- Chi cerca un'innocenza
- Crocifisso mio Signor
- Dio ti salvi regina
- Dolce mio Dio
- E m'ami ancor
- Iddio ti salvi
- Infrangiti mio cor
- Mio Gesù con tutto il cuore
- No, che terreno fallo
- O peccator che sai
- Rimira, o peccatore
- Ti voglio amar Gesù
- Vedi, Signor, ch'io piango
- Vergine bella del ciel regina
- Vergine bella e pietosa
- Voglio amar Gesù anch'io
- Stabat mater
- Pange lingua
- 2 Tantum ergo
- 3 Miserere

Musica strumentale (manoscritta)
- circa 135 concerti per violino
- concerti per altri strumenti

violoncello, in LA
violoncello, 2 corni, in RE
flauto, in SOL
flauto, in FA

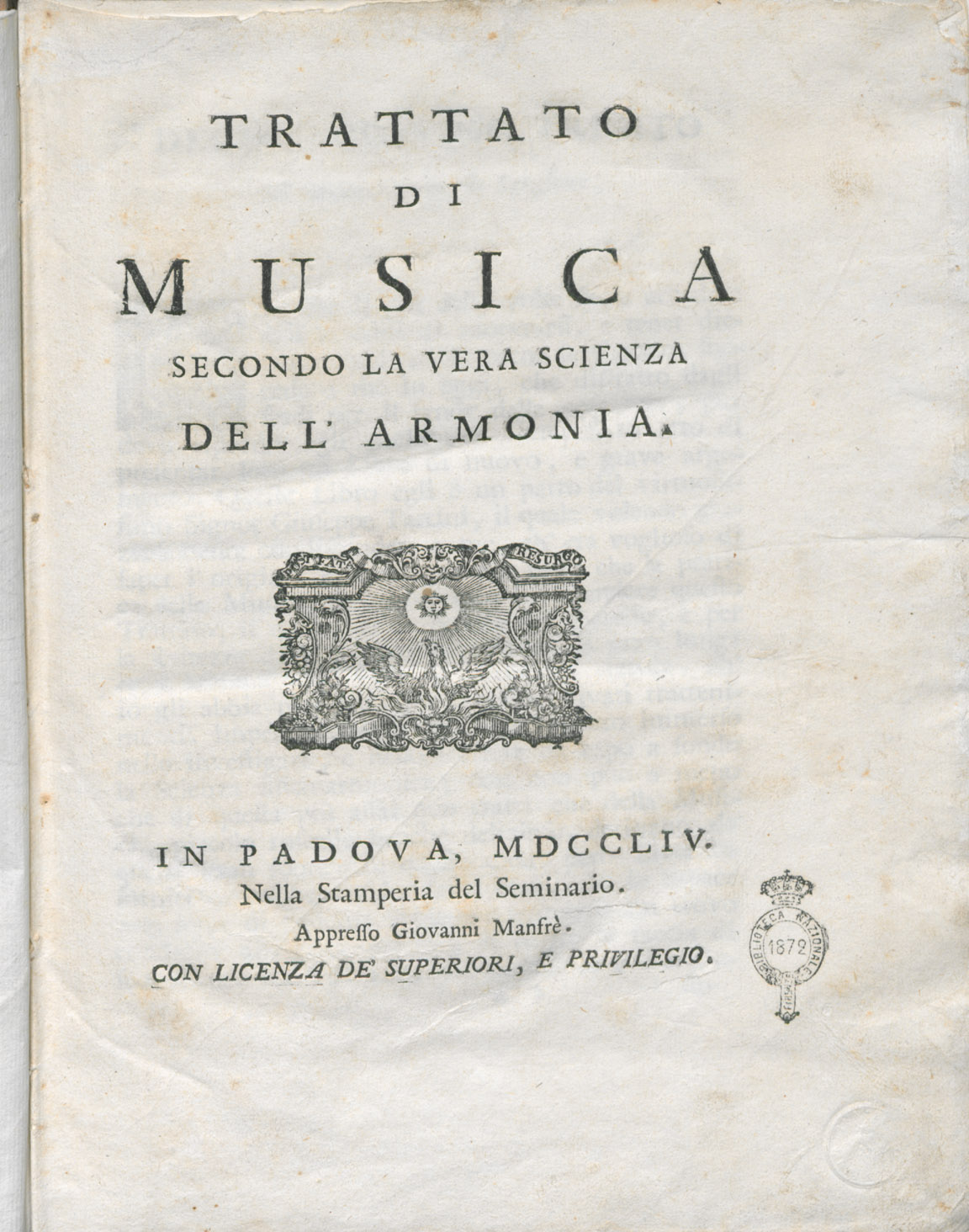
Trattato di musica secondo la vera scienza dell'armonia, 1754

- Sinfonie e sonate in 4 parti in RE, SOL, LA
- 11 (alcuni in 5 parti, uno con due trombe), dubbi
- circa 40 sonate in trio (per 2 violini e basso continuo)
- circa 135 certe e 40 dubbie sonate per violino e basso continuo
- circa 30 sonate, per violino senza accompagnamento o con basso opzionale

Musica strumentale (pubblicata)
- Sei concerti a 5
- sonate per violino, basso continuo
- Sonate e una pastorale
- concerti a 8
- Sonate
- Sei sonate a tre
- L'Arte dell'arco
- Sonata Il trillo del Diavolo

Trattati
- Trattato di musica secondo la vera scienza dell'armonia, Padova, Giovanni Manfrè, 1754.